# مارغريت كونكي
مارغريت دبليو كونكي (من مواليد 1943)  عالمة آثار وأكاديمية أمريكية،  تخصصت في دراسة العصر المجدلي من العصر الحجري القديم الأعلى في جبال البرانس الفرنسية. تركز أبحاثها على الفن المنتج في الكهوف في تلك الفترة. كونكي إحدى أوائل علماء الآثار الذين استكشفوا قضايا نوع اجتماعي ووجهات النظر النسوية في كل من علم الآثار وفي المجتمعات البشرية الماضية، وذلك باستعمال النظرية النسوية لإعادة تفسير الصور والأشياء من العصر الحجري القديم أو أواخر العصر الجليدي.   وهي أستاذة فخرية في الأنثروبولوجيا (سابقًا، أستاذة دفعة 1960 ومديرة مرفق البحوث الأثرية) في جامعة كاليفورنيا، بيركلي .  تم وضع اسمها ضمن مقالة مجلة Discover التي نشرت في عام 2002 بعنوان "أهم 50 امرأة في العلوم". 
استمر التزامها بوجهات النظر النسوية في علم الآثار، فنظمت مؤتمرات كبرى، وحررت الكتب والعديد من المقالات عن هذا الموضوع.  كما حثت كونكي على الاعتراف بالنساء في تاريخ المجال الدراسي لعلم الآثار.

## عملها بعلم الآثار
اهتمت كونكي باستمرار بتفسير ودراسة فن العصر الحجري القديم، والنظرية والسياقات الاجتماعية لأبحاث الفن الصخري ، وجمعت مختلف أنواع الملاحظات والأبحاث التي استخدمت في هذا المجال تحت مظلات نظرية مختلفة (بما في ذلك نظرية الممارسة) والنظرية النسوية). 

### النوع الاجتماعي وفن العصر الحجري القديم
شجعت كونكي علماء الآثار على إعادة التفكير في المعاني المحتملة لصور العصر الحجري القديم - لأن لوحات الكهوف لم تمثل ثورة فنية فحسب، بل كانت ثورة اجتماعية جعلت من هذه الصور جزءًا مهمًا من الحفاظ على مجتمعات العصر الحجري القديم؛ فشاركت النساء في جوانب من الحياة المبكرة أكثر مما كان يظن. فتحدت النظرية القديمة القائلة بأن فن الكهف كان بالأصل ممارسة ذكورية، وكان سحرًا متعاطفًا أي محاولة للتأثير عن بعد لضمان النجاح أثناء الصيد، قائلة: "لا يمكننا تفسير 25000 سنة من المواد الفنية بالقول إنها كانت كلها مرتبطة بالصيد. "  وتقول أن الحيوانات المصورة في الرسم على الجدران وبقايا الحيوانات في حفر نفايات الطعام القريبة كانت غالبًا من أنواع مختلفة - وبالتالي فالصور التي تخصها من المحتمل أن تحمل معنى ثقافيًا أو اجتماعيًا أكثر من كونها تتعلق بالطعام فقط.
اهتماماتها المشتركة بفن ما قبل التاريخ، وخاصة فن أوروبا العصر الحجري القديم ، وعلم الآثار المرتبط بالنوع الاجتماعي و علم الآثار النسوي ، شملت أبحاثًا ومنشورات حديثة تتعلق بتماثيل " الإلهة" الأنثى، خاصة في أوروبا القديمة، بالتعاون مع زميلتها من جامعة بيركلي روث ترينجهام . للبحث في كيفية تناول الثقافة الشعبية المعاصرة القصص الأثرية حول هذه الأصنام (بشكل إشكالي في كثير من الأحيان).

## التنوع والمساواة في المجال
تحدت كونكي باستمرار فكرة أن يكون العمل الميداني هو عمل ذكوري بطبيعته، وشجعت زملاءها من علماء الآثار على النظر في عدد لا يحصى من الطرق التي يشكل بها النوع الاجتماعي الخبرات البشرية - في الماضي والحاضر.   ومثلًأ عندما كانت في الأردن لم تستطع القيام بأي حفر في الحقل - لأنها كانت فتاة شابة، وكان جميع العمال المستأجرين من الرجال الأكبر سنا.  تشجع كونكي أيضًا على الاهتمام أكثر بالمديرات المجهولات مثل سينثيا إيروين ويليامز وباتي جو واتسون . 